# Sylvania (Pennsylvanie)
Pour les articles homonymes, voir Sylvania.
Sylvania, est un borough situé au centre-ouest du comté de Bradford, en Pennsylvanie, aux États-Unis,. En 2010, il comptait une population de 219 habitants. Il est incorporé le 5 mai 1853.

## Démographie
Lors du recensement de 2010, le borough comptait une population de 219 habitants. Elle est estimée, le 1er juillet 2019, à 222 habitants.

### Source de la traduction
- (en) Cet article est partiellement ou en totalité issu de l’article de Wikipédia en anglais intitulé « Sylvania, Pennsylvania » (voir la liste des auteurs).